# Reitakademie

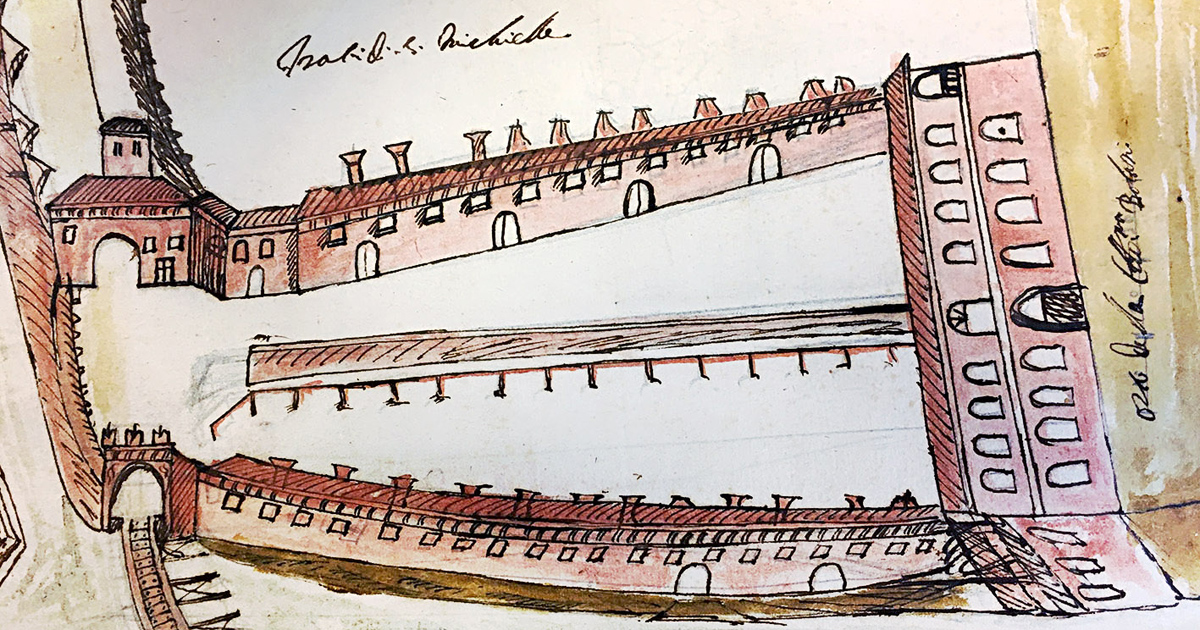
Darstellung der Akademie Delia im Manuskript Nr. 629 im historischen Archiv der Universität von Padua.

Die Reitakademie (je nach Kontext auch Ritterakademie, Ritter-Schule und Ritterkollegium genannt) ist eine Institution, die in der Renaissance entstand und an der junge Männer je nach Konzept der einzelnen Akademie das Reiten, Körper-, Waffen- und Geistesübungen wie Fechten und Tanz, die sogenannten akademischen Künste, und Mathematik erlernen.
Bis in die Neuzeit hinein spielte schulische Bildung für die Nachkommen des Adels mit Ausnahme der Söhne, die für eine geistliche Laufbahn vorgesehen waren, kaum eine Rolle. Unter dem Eindruck des Humanismus und der Konkurrenz gebildeter bürgerlicher Gruppen in den Verwaltungen der entstehenden Territorialstaaten wurde Bildung auch für den Adel wichtiger. Zunächst beschränkte sich dies meist auf die Anstellung eines Hauslehrers. Teilweise kam es auch zum gemeinschaftlichen Unterricht der Söhne benachbarter Adelsfamilien. Mit dem Entstehen von Gymnasien seit der Reformation kam es teilweise zur Entstehung einer geordneten, kollektiven Adelserziehung. Anstalten zur ausschließlichen Erziehung von Adeligen entstanden allerdings erst in der zweiten Hälfte des 16. Jahrhunderts. Ihren Ursprung hatten sie in Süd- und Westeuropa und wurden von dort in das Heilige Römische Reich übertragen. Anfangs besuchten Söhne von Adeligen aus dem römisch-deutschen Reich während ihrer Kavaliersreise Ritterakademien in Frankreich.

## Reitakademien in verschiedenen Ländern

### Italien
Michele Maylenders Storia delle Académie d'Italia (1926–1930), der umfangreichste und am besten dokumentierte Katalog zu diesem Thema, listet 2050 italienische Reitakademien zwischen dem 15. und dem 19. Jahrhundert auf, darunter 177 neapolitanische Akademien.

#### Ritterakademien
Die ersten italienischen Akademien, die sich mit der Welt des Reitens befassen, widmen sich ritterlichen Übungen. Auf ihren Grundlagen entwickeln sich die Reitakademien.
Man unterscheidet vier Arten:
- Akademien innerhalb der seminaria nobilium, den Aristokraten vorbehaltene Kollegien, die hauptsächlich von Jesuiten geleitet wurden;
- Ritterakademien, die ausschließlich Adligen vorbehalten waren und sich sowohl den Geisteswissenschaften als auch den Waffen widmeten;
- Akademien, die die Geisteswissenschaften ausschlossen und sich auf ritterliche Übungen konzentrierten, oder vielmehr auf die ritterliche Kunst schlechthin, nämlich das Reiten;
- Akademien, die das Studium der auf die Kriegskunst angewandten Mathematik mit dem Reiten gleichsetzten, das jedoch die grundlegende Disziplin blieb.[2]

Michele Maylanders Storia delle Académie d'Italia zählt 19 Ritterakademien in Italien im 16. Jahrhundert, 13 im 17. Jahrhundert und nur zwei zur Zeit des 18. Jahrhunderts.
Die erste Ritterakademie wurde 1518 in Treviso gegründet, wo die Mitglieder der Akademie beschlossen, die Übungen des Rittertums mit denen des Gesangs, des Theaters, des Fechtens, des Tanzes und des Reitens zu verbinden. Da die Informationen über diese Akademie sehr bruchstückhaft sind, wird der Vorrang in der Regel der venezianischen Akademie Costenti in Vicenza zugeschrieben, über die wichtige zuverlässige Daten vorliegen. Diese Akademie für Waffen und Literatur war von 1556 bis 1568 aktiv. Sie wurde von 40 Mitgliedern des Adels gegründet und von einem Prinzen geleitet, der von zwei Beratern, zwei Zensoren, einem Kontradiktor und einigen Honoratioren unterstützt wurde. In der Akademie werden „tugendhafte Übungen“ durchgeführt, vor allem im Bereich der Waffen und der Literatur. Die Akademie zeichnet sich besonders dadurch aus, dass sie in der Stadt Ritterspiele und Turniere veranstaltet.
Zehn Jahre später, im Jahr 1565, wünschte der Gouverneur von Verona, Astorre Baglioni, die Gründung einer Militärakademie, um den jungen Adligen der Stadt einen Ort zu bieten, an dem sie Waffenhandhabung und Reiten üben konnten, um sie vor dem Müßiggang zu bewahren und sie für den Dienst an der Stadt verfügbar zu machen. Diese Akademie besteht aus sechzig Adligen, die die Statuten festlegen, während die Leitung vier Honoratioren der Stadt zugewiesen wird. Sie stellen selbst die Waffen und Pferde zur Verfügung. Ihre Lebensdauer ist nicht bekannt, aber sie muss bereits 1570 geschlossen worden sein. Sie versuchten erfolglos, von der Regierung Venedigs anerkannt zu werden, wie es später mit der 1594 gegründeten Akademie von Rovigo geschah, die aufgrund von Streitigkeiten zwischen den Rittern und ihrem Beschützer, dem Hauptmann Benedetto Tagliapietra, weniger als ein Jahr Bestand hatte.
Trotz der Schwierigkeiten, die die Ritter von Verona und Rovigo bei der Gewinnung staatlicher Unterstützung hatten, spielten die venezianischen Rektoren auf dem Festland (im Gegensatz zu denen in der Lagune) eine relativ aktive Rolle bei der Gründung der Ritterakademien in der Mitte des 17. Jahrhunderts. Diese Akademien spielten eine wichtige politische und soziale Rolle, indem sie sowohl die Ausbildung der Armee sicherstellten als auch zum Prozess der Umwandlung des alten Feudaladels in eine moderne Hofaristokratie beitrugen. Sie boten einen Ort, um Waffenübungen zu praktizieren, die ein zentrales Element der auf den Konzepten von Ehre und sozialem Status basierenden Ideologie des Adels darstellten. Es ist auch eine Entwicklung der Kriegskunst, bei der die militärische Funktion allmählich dem Adel entzogen wird. Die zunehmende strategische Bedeutung von Feuerwaffen und Infanterie führte bei ihm zu echter Frustration. Akademien, aber auch Turniere und Karussells sorgen dafür, dass der Adel seine kriegerische Identität nicht verliert. Das Training an Feuerwaffen und Reitpraktiken ermöglicht es dem Adel, sich als solcher zu erkennen und dies der Welt zu beweisen.
Unter diesem Gesichtspunkt ist der Fall der Akademie von Padua von besonderer Bedeutung. In einem Zeitraum von etwa vierzig Jahren folgten dort vier Ritterakademien aufeinander: die 1564 von Sperone Speroni gegründete Gimnosofisti, die 1581 eröffnete Oplosofisti, zu deren Gründern Giovanni VII Lazara (1560–1639) gehörte, der als der geschickteste Champion in den Turnieren der damaligen Zeit galt, die 1600 gegründete Ascritti und schließlich die 1602 gegründete Delia-Akademie, die bis 1801 bestand. In dieser Stadt der Republik Venedig genossen die ritterlichen Übungen ein besonderes Prestige und die Reitschulen wurden nicht nur vom örtlichen Adel besucht, sondern auch von vielen ausländischen Gentlemen, die an der Universität Padua studierten, einer der ältesten und angesehensten Universitäten in Europa. Dieses internationale Prestige wird dadurch deutlich, dass Michel de Montaigne, als er während seiner Italienreise im November 1580 nach Padua kam, einen ganzen Tag damit verbrachte, die Schulen für Fechten – eine Disziplin, die die örtlichen Ritter auf hohem Niveau praktizierten –, Tanz und Reiten zu besuchen.
In Süditalien gab García Álvarez de Toledo, Vizekönig von Sizilien und Sohn des Vizekönigs von Neapel Peter Alvarez de Toledo, den entscheidenden Anstoß zur Gründung einer Akademie in Palermo im Jahr 1556, der Congregatione della felice Città di Palermo, die aus etwa 100 Rittern besteht, die im Kriegsfall für militärische Zwecke eingesetzt werden können oder in Friedenszeiten bei öffentlichen Feiern in Turnieren und Wettkämpfen eingesetzt werden. Wie die Mitglieder der Delia-Akademie in Padua studieren auch die Mitglieder der Akademie in Palermo Mathematik, Geografie und nautische Wissenschaften. Bei den Treffen können politische Themen oder die Pflichten eines Adligen diskutiert werden. Diese Akademie bestand bis zum Ende des 16. Jahrhunderts. Ihre Statuten regeln minutiös die Arbeit, die Treffen, die Zeremonien und Andachten, legen die Anforderungen an die Kandidaten fest und bestimmen, wie man sich in Gegenwart des Vizekönigs zu verhalten hat. Die Akademiker trainieren täglich zwei Stunden in der Reithalle, aufgeteilt in zwei Klassen. Die Klasse der erfahreneren Reiter ist für die Öffentlichkeit zugänglich, was bei der Klasse der unerfahrenen Reiter nicht der Fall ist.
Ferrara hatte auch seine Akademie, an der Literatur, Nahkampf und Musik gelehrt wurden, die zwischen 1570 und 1580 aktiv war. Ihre Merkmale ähnelten denen anderer Adelsakademien wie der Scelti-Akademie in Parma, der Filotomi-Akademie in Verona und der Delia-Akademie in Padua, jedoch mit einem besonderen Fokus auf Musik.

#### Der Hintergrund der ersten Akademien
Die ersten Reitakademien entstanden zu Beginn des 16. Jahrhunderts im Zuge der italienischen Renaissance, als die italienischen Humanisten Versammlungen gründeten, die sich auf die Bereiche Kunst, Wissenschaft, Theologie und Philosophie spezialisierten. So entstanden in Neapel, Ferrara und Rom Akademien, die sich auf das Studium der Reitkunst spezialisierten. Federico Grisone, Giovanni Battista Pignatelli, Cesare Fiaschi, Giovan Battista Ferraro und Claudio Corte waren die bekanntesten Leiter dieser Schulen. Die klassische Reitkunst eroberte Italien, als nach den Kriegen gegen Frankreich der spanische König den Thron des Königreichs beider Sizilien besetzte. Die italienischen Adligen entdeckten daraufhin die Reitkünste seiner Höflinge und beschlossen, sie nachzuahmen. Im Jahr 1532 gründeten Frederico Grisone und Cesare Fiaschi eine erste Akademie in Rom, die junge Adlige unterrichtete, wobei das Reiten an erster Stelle stand. Die berühmteste Akademie war die von Gianbatista Pignatelli in Neapel, wo Menschen aus ganz Europa zusammenkamen, um das Reiten zu üben und zum ersten Mal auch die theoretischen Grundlagen zu studieren. Die Akademien verschwanden 1690 aus Italien.
Die Akademien weichen in ihrem gesamten Konzept von der mittelalterlichen Lehre ab. Die ersten Reitakademien in Neapel und Florenz wenden eine experimentelle Methode an, um durch logische Induktion aus der Beobachtung besonderer Tatsachen allgemeine Prinzipien zu suchen und aufzustellen. Sie setzen den Rationalismus an die Stelle des Mystizismus. Sie waren dazu gedacht, neue Ideen zu vermitteln und beeinflussten insbesondere Frankreich, wo diese neue Kunst bis zum 18. Jahrhundert immer weiter perfektioniert wurde und ihren Höhepunkt in den Grandes Ecuries von Versailles erreichte.

#### Die Reitakademien von Neapel
Zahlreiche Schüler kamen aus ganz Europa nach Neapel, um die neue Reitkunst zu erlernen. Die Spanier waren große Freunde von Zeremonien und trugen viel zu diesem Aufschwung bei. Die Menschen reiten nicht mehr nur, um sich auf den Krieg vorzubereiten, sondern auch zu repräsentativen Zwecken und zum Vergnügen. So entstanden immer mehr Reitschulen und -akademien. Laut Nicola Santapaulina, einem Autor des frühen 17. Jahrhunderts, gab es in der zweiten Hälfte des 16. Jahrhunderts in Neapel mehr als vierzig Reitmeister.
Der Unterricht dauerte dort mehrere Jahre, da die Ausbildung des Pferdes sehr lange dauerte. Pferd und Reiter machten unter den Augen des Reitlehrers gemeinsam Fortschritte. Der Reitlehrer brachte seinen Schülern nicht nur bei, wie man Pferde trainiert, sondern auch, wie man sie gesund hält und bei Krankheiten behandelt. Die tägliche Erfahrung und alte Heilmittel, die von Generation zu Generation weitergegeben werden, bildeten die Grundlage der Pflege. Der Hufbeschlag war ein wichtiger Bestandteil der Ausbildung.

### Frankreich

#### Geschichte
In Frankreich entstanden die ersten Reitakademien am Ende des 16. Jahrhunderts in der Nähe des Hofes und in Paris unter dem Schutz des Königs. Die berühmteste ist die Akademie, die Pluvinel in der Rue Saint-Honoré Nr. 177 in einem Gebäude mit dem Namen Corne de cerf einrichtete und die von 1594 bis 1620 betrieben wurde. Er fand Nachahmer, darunter Pierre de Hannique, der eine Akademie in einer für den Kardinalspalast von Richelieu vorgesehenen Parzelle eröffnete, Sieur Benjamin, der sich in der Nähe der Rue des Bons-Enfants niederließ, Pierre Laboureur und Samson d'Aubatède, Bogenschützen der schottischen Garde, die sich in der Nähe des Place Royale niederließen und deren Akademie das Zeichen von König Henri IV. trug. Nach und nach überquerten die Akademien die Seine und ließen sich am linken Ufer um die Kirche Saint-Sulpice und am Eingang des Faubourg Saint-Germain in der Nähe der Universität nieder.
Im 17. bis 18. Jahrhundert gründeten die Provinzen ihre eigenen Akademien, die der königlichen Verwaltung angegliedert und dem Großstallmeister von Frankreich unterstellt waren. Sie setzten das Werk der italienischen Humanisten fort und wurden von einer starken französischen Vorliebe für die Theorie angetrieben.
Die Akademien entwickelten sich unter Ludwig XIV. mit der Gründung der Gestüte durch Colbert und als die Provinz den großen Stall des Königs nachahmte.
Es gab bis zu zehn königliche Akademien in Paris und siebzehn von einiger Bedeutung in der Provinz. Dort wurden berühmte Reiter ausgebildet, aber sie litt unter der Konkurrenz der von Ludwig XV. gegründeten Militärakademie, wo der Unterricht kostenlos war und sich an verarmte Adlige richtete.

#### Organisation
Anders als in Italien war der Unterricht hauptsächlich dem Reiten gewidmet. Ein écuyer académiste leitete sie. Der Titel écuyer du roi wurde ihm durch Proviantbriefe verliehen. Einige écuyers académistes waren zwar anerkannte Reiterpersönlichkeiten wie Mermont, Antoine de Vendeuil, La Guérinière, Villemotte oder Vitrac, aber es gab dennoch Familien, die ihre Akademie über mehrere Generationen hinweg leiteten. Diese Stallmeister erhielten einen mageren städtischen Zuschuss und mussten aus ihrem persönlichen Vermögen alle Gründungs- und Unterhaltskosten bestreiten. Das Amt des écuyers (Stallmeisters) war ein Adelstitel und niemand konnte diesen Titel annehmen, der nicht von einem adligen Vater oder einem geadelten Vorfahren aus dem Heeresberuf abstammt. Außerdem konnten nur Adlige in Reitakademien aufgenommen werden, was den Kundenkreis und das Einkommen einschränkte. Die Akademien konnten interne und externe Schüler aufnehmen; junge Mädchen wurden zu Privatstunden zugelassen. Offiziere kamen mit ihren Pferden und ihren Bediensteten zum Unterricht. Auch ausländische Schüler wurden akzeptiert. Einer der berühmtesten war Wellington, der die Akademie in Angers besucht.
Die Reitlehrer kamen zunächst aus der Grande Écurie und wurden dann in den Akademien ausgebildet.
Die Reitkunst, die dort gelehrt wurde, war eine höfische Reitkunst, die die Entwicklung der hohen Schule förderte und auch ein gründliches Studium der Theorie beinhaltete. Sie wurde bekannt als equitation academique oder akademische Reitkunst. Diese Reitkunst löste sich zunehmend von der praktischen Ausrichtung auf die Kriegsreiterei und wurde zu einer Kunst um der Kunst willen (L’art pour l’art). Außer dem Reiten wurde auch das Fechten unter der Leitung der maîtres en fait d'armes gelehrt. Pluvinel fügte dem Unterricht weiterhin den Tanz hinzu, eine Disziplin, die er als die zivilste ansah.

#### Unterschiede von Reitakademien in und außerhalb von Paris

##### Reitakademien in Paris
Im Jahr 1640 lehrte ein Sieur Longpré in der Rue des Égouts-Saint-Germain-des-Prés. Die Akademie von Némond befindet sich in der Rue des Cannettes 26, die von Arnofiny an der Ecke der Rue Monsieur-le-Prince und der Rue de Condé, von Forestier in der Rue de l'Université und von Del Campo an der Ecke der Rue du Four und der Rue du Vieux-Colombier.
Ab 1662 (bis 1688) wurde das Collège des Quatre-Nations aufgrund einer testamentarischen Verfügung des Kardinals und Ministers Jules Mazarin (1602–1661) errichtet. Der Name bezog sich auf vier kürzlich an Frankreich gefallene Gebiete (Artois, Elsass, Pignerol und Roussillon), aus denen jährlich rund sechzig junge Adlige kostenfrei zu treuen Untertanen des französischen Königs erzogen werden sollten.
Durch ein am 31. Oktober 1669 unterzeichnetes Edikt erhielt Ritter Pichard von Ludwig XIV. als erster die „Macht und Befugnis, Akademien zu gründen“. Die erste Akademie wurde in der Rue de Tournon gegründet. La Vallée, ordentlicher Stallmeister des Prinzen von Lothringen, wurde mit dem Unterricht beauftragt. Dies war ein Erfolg und 1685 hatten sich in der Hauptstadt zehn Akademien etabliert. Da die Zahl der Schüler nicht ausreichte, um den Fortbestand aller zu sichern, ordnete der Großstallmeister 1690 die Zusammenlegung in zwei Einrichtungen an: eine in der Rue Saint-Benoit, die von Bernardy geleitet wurde, und eine in der Rue des Canettes, die den Herren de Vendeuil und de Rochefort unterstellt war. 1697 wurde eine dritte Akademie unter der Leitung von Romance de Mesmont genehmigt und in der Rue de Tournon eröffnet. Sie wird 1715 geschlossen. Eine vierte wurde in der Rue de l'Université gegründet und stand unter der Leitung von Bugard de Longpré. 1715 eröffnete François Robichon de la Guérinière seine Akademie in der Nähe von Luxemburg. Infolge der Finanzkrise von 1723 ging es mit den Akademien bergab. Die Akademie in der Rue de l'Université bestand bis 1758 und die in der Rue des Canettes bis 1767.
La Guérinière, dessen Akademie finanziell am Ende war, zog 1730 in die Salle du Manège (Reithalle der Tuilerien), die seit der Einrichtung der Grands Écurie (großen Stallungen) in Versailles verlassen war. Der Prinz von Lothringen ernannte ihn zum écuyer ordinaire de la grande écurie du roi (ordentlicher Reitlehrer des königlichen Stalls). La Guérinière unterrichtet dort bis zu seinem Tod im Jahr 1751 vor Schülern aus dem ganzen Königreich und ganz Europa. Die Manege in den Tuilerien wurde 1789 zum Tagungsort der Nationalversammlung umfunktioniert.

##### Reitakademien außerhalb von Paris
Protoakademien gibt es in der Normandie, in Rouen (ab 1369) oder Caen (1536 erwähnt).
Die wichtigsten sind die Akademien in Toulouse, Marseille, Lyon und Angers. Die älteste ist die von Toulouse, die 1598 durch ein von Heinrich IV. unterzeichnetes Dokument gegründet wurde. Die Akademie von Angers wurde 110 Jahre lang von der Familie de Pignerolle geleitet.
Obwohl sie von den Gemeinden und der königlichen Verwaltung unterstützt wurden, hatten die Reitakademien in den Provinzen alle mit ständigen finanziellen Problemen zu kämpfen. Sie waren auch Gegenstand starker Rivalitäten. All diese Schwierigkeiten werden dem Großstallmeister von Frankreich zur Last gelegt.
Die erfolgreichsten Akademien hatten nicht mehr als fünfzehn Schüler und zwanzig Pferde.

#### Militärische Reitakademien in Frankreich
Die streng militärischen Reitakademien werden am Ende des 18. Jahrhunderts gegründet. Die erste ist die Ecole de chevau-légers in Versailles. Es folgten die Ecole Militaire in Paris und die Ecole de Cavalerie (Cadre Noir) in Saumur. Die Militärausbilder, die für die Ausbildung der Truppen und ihrer Kader zuständig waren, schöpften ihr Wissen nun aus den Quellen der höheren Reitkunst. Diese Akademien wurden im Gegensatz zu den Königlichen Reitakademien von der Restauration wieder eingeführt.
Nach D’Auvergne, dem Stallmeister der Ecole Militaire im Jahr 1760, und General Alexis François l’Hotte, dem Kommandanten der Ecole de Saumur im Jahr 1875, wurde die Ausübung der höheren Reitkunst, also der ursprünglichen akademischen Reitkunst, in den militärischen Kavallerieschulen geächtet.

### Deutschsprachiger Raum

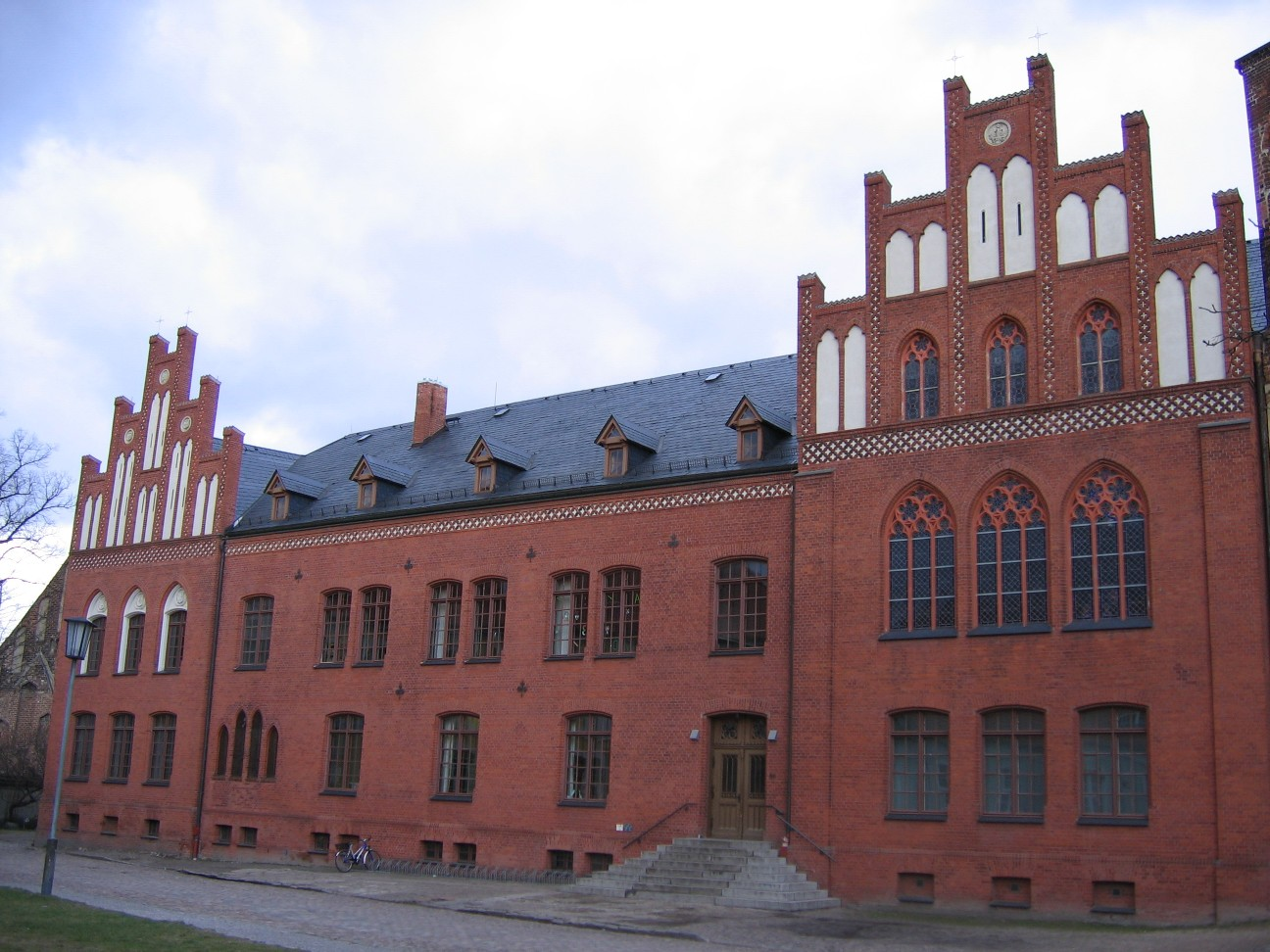
Ritterakademie in Brandenburg an der Havel

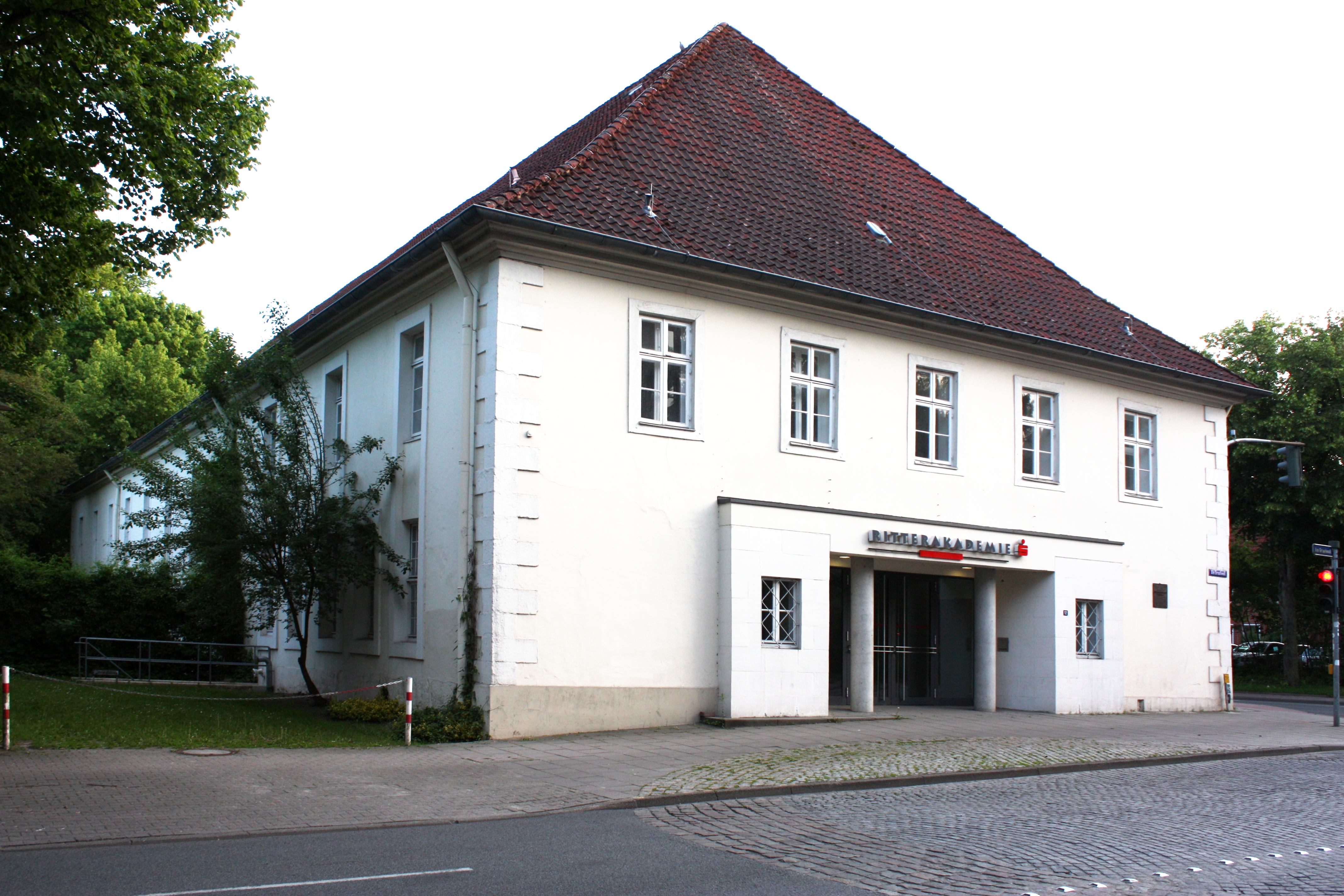
Ehemalige Reithalle der Ritterakademie in Lüneburg

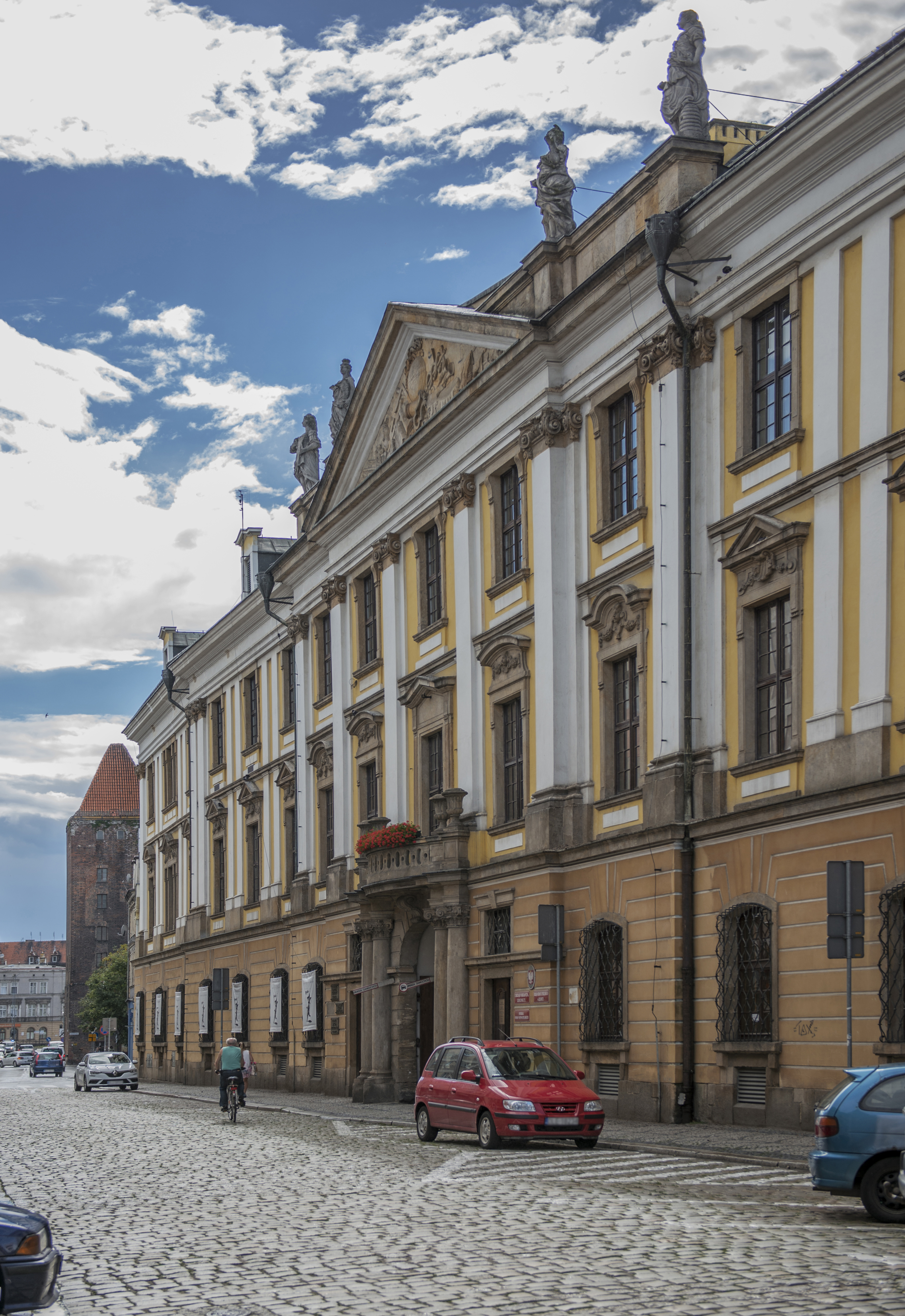
Ritterakademie in Liegnitz/Legnica

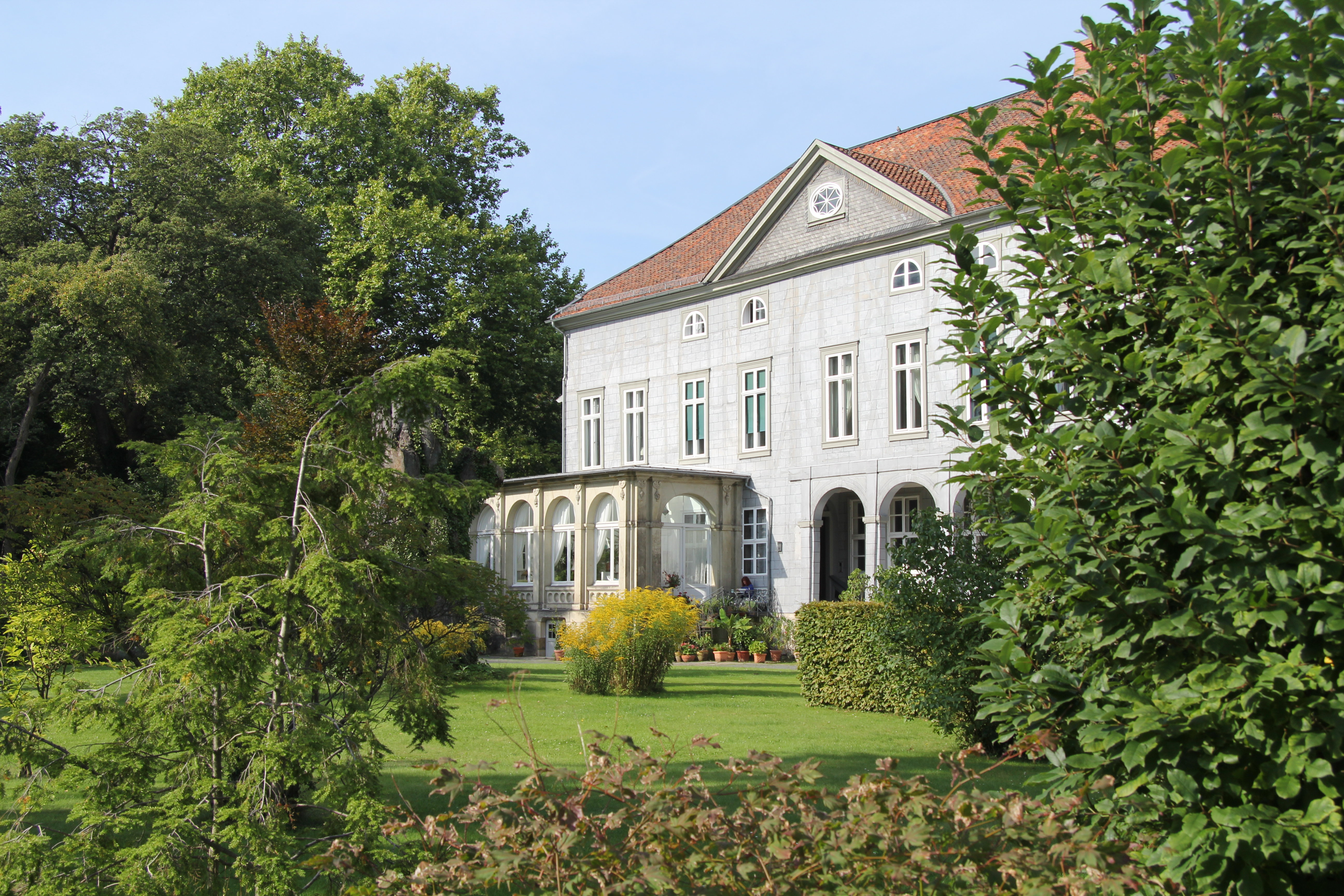
Das Kleine Schloss, Standort der Ritterakademie in Wolfenbüttel

Ritterakademien waren in der Frühen Neuzeit Bildungsanstalten für die Söhne adeliger Familien. Sie entstanden im deutschen Sprachraum nach westeuropäischen Vorbildern seit dem Ende des 16. Jahrhunderts. In mehreren Akademien wurden ab Beginn des 18. Jahrhunderts zunehmend auch Bürgersöhne zugelassen.
Georg Engelhard Löhneysen veröffentlichte 1609 sein zweibändiges Werk Gründtlicher Bericht von allem was zu der Reutterei gehörig und einem cavallier davon zu wissen gebürt. In diesem Übernimmt der längere Passagen aus dem 1587 veröffentlichen Discours politiere et militantes von Francois de La Noue, in dem dieser die Gründung adliger Akademien vorschlägt. Diese Gedanken fallen auch in Deutschland auf fruchtbaren Boden.
Nach französischem Vorbild wurde im Jahr 1594 als erste deutsche Einrichtung dieser Art das Collegium illustre in Tübingen gegründet. Nur wenig später wurde 1598 anknüpfend an ein Pageninstitut in Kassel eine Ritterakademie gegründet. Im Verlauf des 17. Jahrhunderts kamen zahlreiche weitere Einrichtungen hinzu, so etwa die Siegener Kriegs- und Ritterschule. Nach dem Dreißigjährigen Krieg kamen die Akademien in Lüneburg (1655), in Wien (1682) und in Wolfenbüttel (1687) hinzu. Weitere Gründungen dieser Art entstanden in zahlreichen Territorien bis in das 18. Jahrhundert hinein, so wurde 1701 die Ritterakademie Erlangen nach dem pietistischen Vorbild in Halle/Saale gegründet sowie 1703 in Salzburg, in der auch Bürgersöhne zugelassen wurden. Die brandenburgische Akademie wurde 1704 gestiftet, die Einrichtung der schlesischen Ritterakademie in Liegnitz entstand 1708, in Kremsmünster (ab 1744) und in Innsbruck (ab 1775). Lange Zeit zog es der katholische Adel indes vor, seine Söhne in Akademien ins Ausland – etwa nach Turin oder Besançon – zu schicken. Als Ritterakademie vornehmlich für den katholischen Adel entstand 1711 die von Benediktinern geführte Einrichtung im Kloster Ettal. 1837 gründete die Genossenschaft des Rheinischen Ritterbürtigen Adels die Rheinische Ritterakademie in Bedburg.
In den habsburgischen bzw. österreichischen Ländern wurden im Zuge von Reformen alle adeligen Erziehungsanstalten aufgelöst. Nach dem Tod Josephs II. wurden nur das Theresianum in Wien und die Akademie in Innsbruck wieder eröffnet. Vor allem im 19. Jahrhundert verloren die Akademien unter dem Eindruck des Aufstiegs des humanistischen Gymnasiums an Bedeutung. Bis auf einige Ausnahmen wurden sie entweder geschlossen oder in Gymnasien umgewandelt.

## Liste von Reitakademien in Europa
Die Angaben nach Norbert Conrads

### Heiliges Römisches Reich (ohne habsburgische Ländereien)
- Bedburg, Rheinische Ritterakademie, 1842–1922
- Berlin, Königliche Ritter-Academie, 1705–1713/16 und 1765–1813
- Brandenburg an der Havel (Ritterschule, Rittercollegium), 1705–1945
- Frankfurt a.d. Oder, Ritterakademie an der Universität, 1671–1722
- Beuthen a.d. Oder, Schola Illustris Schönaichiana, 1606–1620
- Dresdener Ritterakademie (Projekte 1660, 1674, 1682, 1687, 1694, 1713, 1725)
- Erlangen, Ritterakademie, 1699–1742 (bereits 1676 von Christoph Adam Groß von Trockau als Auditorium publicum errichtet; Vorläuferin der heute noch bestehenden Universität Erlangen.)
- Ettal, Benediktinische Ritterakademie, 1711–1744
- Gießen, Collegium illustre (und weitere Projekte 1655, 1726)
- Gitschin, Friedländische Pagenschule, 1624–1634
- Güstrow, Wallensteinische Akademie, 1629–1631
- Halle a.d. Saale, Adelsakademien, 1685–1692
- Heidelberg (Projekt einer Ritterschule 1593, Projekt e. Adelsakademie 1664)
- Hildburghausen Fürstliche Akademie, 1718–1729
- Kassel, Pagenschule 1596–1598, Collegium Mauritianum 1598–1618, Collegium Adelphicum Mauritianum 1618–1627
- Kolberg (Colberg), Ritterschule, 1653–1701
- Liegnitz, Ritterakademie, 1708–1945
- Lüneburg, Ritterakademie, 1656–1850
- Rostock, Projekt einer Ritterakademie, 1720
- Saarbrücken, Projekt einer Ritterakademie, 1773/74
- Sedan, Adelsakademie, um 1590–1685 (ab 1642 bei Frankreich)
- Seltz, Pfälzische Adelsschule, 1575–1577
- Siegen, Kriegs- und Ritterschule, 1617–1620
- Tübingen, Hofschule 1559, Collegium illustre, 1559–1688
- Wolfenbüttel, Ritterakademie Rudolph-Antoniana, 1687–1712
- Würzburg, Projekt, Seminar vor Junge vom Adel im Collegium St. Kilian, 1607

### Österreichische Erblande der Habsburger sowie Böhmen und Mähren
- Innsbruck, Adeliges Kollegium, 1775
- Kremsmünster, Benediktinische Ritterakademie 1743–1782
- Olmütz, Mährische Ritterakademie, 1724–1787
- Prag, Projekt e. Ritterakademie 1744–1745
- Salzburg, Collegium Nobilium an der Universität, 1737–1741
- Wien, Niederösterreichische Landschaftsakademie, (1682) 1692–1749
- Wien, Savoyische Ritterakademie, 1749–1783
- Wien, Theresianische Ritterakademie, Theresianum, 1746–1848 bzw. bis heute
- Zdár/Saar, Mähren, Benediktinische Ritterakademie, 1724–1740

### Polen
- Warschau, Collegium Varsaviense der Theatiner, 1737–1785, Collegium Nobilium der Piaristen 1740 ff., Szkoła rycerska Stanisława Augusta 1765–1795

### England
- London, Projekt, Queen Elizabeth’s Academy, 1572
- London, Musaeum Minervae, 1635–1642
- London, Sir Balthazar Gerbier’s Academy at Bethnal Green, 1649–1650

### Dänemark
- Kopenhagen, Ritterakademie, 1690–1710
- Sorø I, Kongelige Adelige Akademi, 1623–1665
- Sorø II, Ridderlige Akademie, 1747–1800

### Frankreich
- Aix-en-Provence, Ritterakademie, 1611–
- Angers, Académie d’équitation, um 1600–um 1790
- Avignon, 1618
- Besançon, Académie Royale, 1653–1773
- Caen, 1715–1775
- Lunéville I, Académie de Lorraine, 1699–1737
- Lunéville II, École des Cadets-Gentilshommes, 1738–1766
- Marseille, 1608
- Nancy, s. Lunéville I
- Orange, Nassauische Ritterakademie, um 1630–um 1660
- Orléans, Ritterakademie
- Paris, mehrere Akademien, u. a. die Académie Royale [de M. de Pluvinel], 1594– , e. Gründung Richelieus, nicht zu verwechseln mit der Académie française
- Pézenas, 1598
- Saumur, 1. hugenottische Akademie, 1593–ca. 1600; 2. Académie d’équitation, um 1600–heute
- Sedan, Académie des exercices, um 1590–1685 (bis 1642 Fürstentum Sedan, HRR)

### Heutiges Belgien
- Brüssel, Académie Royale, 1671–18. Jh.

### Niederlande
- Utrecht, Academie of Ridder-School, 1705–1719. Jh.

### Italien
- Florenz, verschiedene Akademien, 1689–18. Jh.
- Padova, Accademia Delia, 1611–1618. Jh.
- Parma, Collegium Nobilium unter Leitung der Jesuiten, 1598–18. Jh.
- Turin, Collegio dei Nobili, Jesuitenkolleg, 1568–18. Jh.
- Turin, Accademia Reale, 1678–1794
- Verona, 1565

### Heutiges Estland
- Ritter- und Domschule zu Reval